# Jean-Marie Leblanc

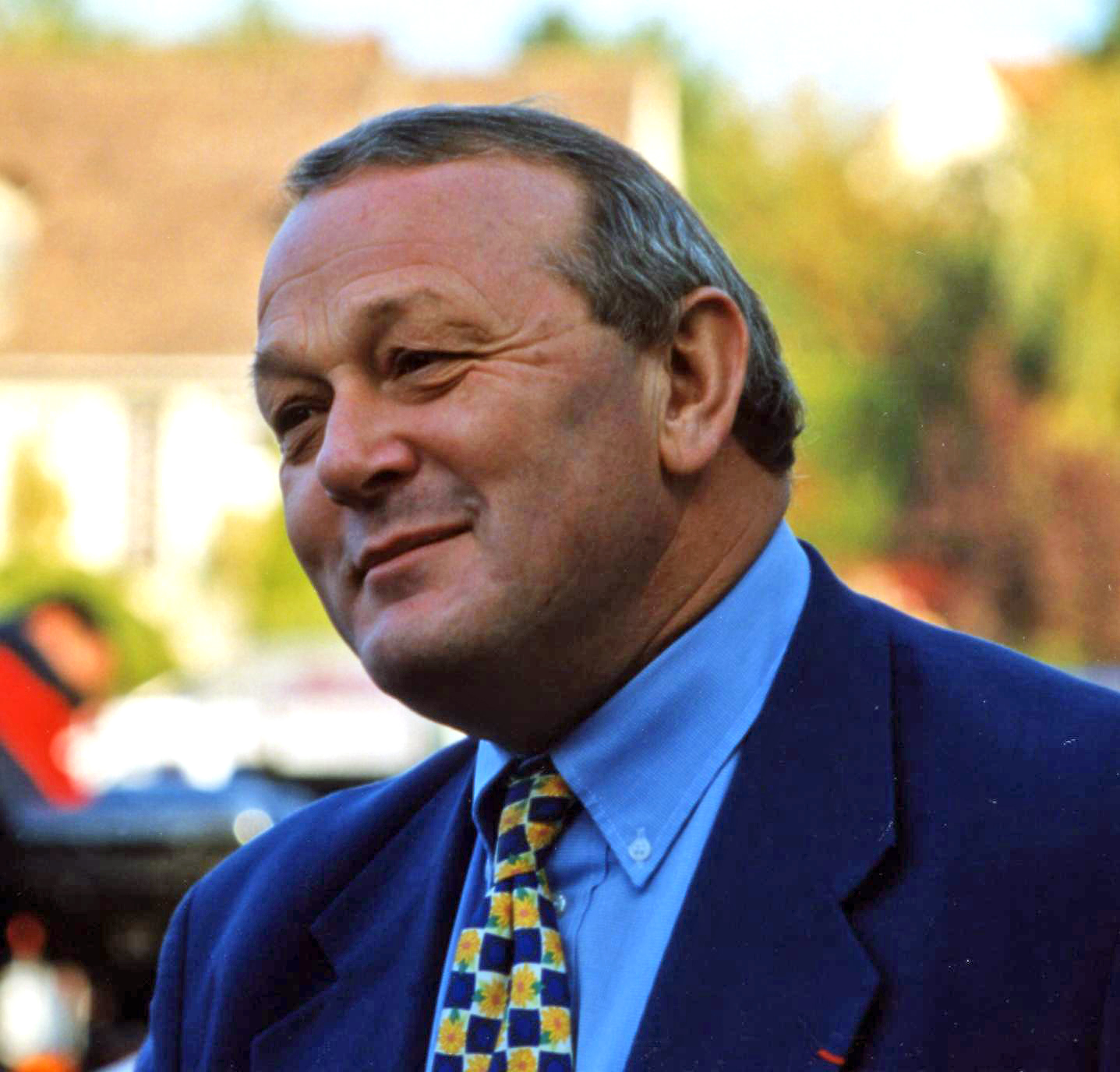
Jean-Marie Leblanc

Jean-Marie Leblanc (* 27. Juli 1944 in Nueil-les-Aubiers, Département Deux-Sèvres) ist ein französischer ehemaliger Radrennfahrer, -Funktionär (v. a. Direktor der Tour de France) und Sport-Journalist.
Als Amateur wurde er 1964 französischer Universitätsmeister. Von 1966 (dem Jahr, in dem er sein Studium  der Wirtschaftswissenschaften abschloss) bis 1971 war er Profi und gewann sechs Rennen. 1968 gewann er den Grand Prix d’Aix-en-Provence. Sein bedeutendster Erfolg war 1970 der zweite Platz bei den Vier Tagen von Dünkirchen. Zweimal (1968 und 1970) nahm er an der Tour de France teil.
Bereits während seiner aktiven Karriere als Radrennfahrer arbeitete Leblanc in den Winterpausen als Journalist bei La Voix du Nord, die ihn „sofort nach Ende seiner letzten Saison“ fest anstellt – später schrieb er auch für L’Équipe.
Als Gewerkschafter engagierte er sich sowohl für die Rechte von Radsport-Profis – zwischenzeitlich war Leblanc Generalsekretär des französischen Verbands der Radsportprofis UNCP (Union Nationale des Cyclistes Professionnels) – als auch für die von Sportjournalisten: „Mit dem UNCP haben wir zum Beispiel dafür gekämpft, Zweijahresverträge für die Neu-Profis zu bekommen, was es damals nicht gab. Ich hatte Lust, meinen Berufsstand zu organisieren, was sich fortgesetzt hat, denn sobald ich Journalist wurde, habe ich mich in der Gewerkschaft der französischen Sportjournalisten (Union Syndicale des Journalistes Sportifs de France, USJSF) engagiert.“
Ab 1988 war Leblanc Direktor des Straßenradrennens Tour de France; das Rennen im Jahr 1989 war das erste seiner Amtszeit. Unter seiner Ägide hat die Vermarktung der Tour einen neuen Grad der Professionalität erreicht.
Von 2004 bis Ende 2006 gab er die Leitung der Tour schrittweise an Christian Prudhomme ab, der – wie Leblanc – zuvor als Sport-Journalist gearbeitet hat. Jedoch im Rundfunk anstatt für Zeitungen/Zeitschriften. Außerdem  war Prudhomme – im Gegensatz zu Leblanc – nie Profi-Sportler.
2005 fuhr Leblanc in den Fahrzeugen der Organisation nicht mehr vor dem Fahrerfeld, sondern dahinter. Jean-Marie Leblanc ist Ehrenpräsident der Les Amis de Paris–Roubaix.
Abseits vom Radsport ist Leblanc ein passionierter Klarinettenspieler. Als solcher initiierte er 1993 die Tour Jazz Band.